# Arbetsförhållandena vid Central Tejo
Denna artikel behandlar arbetsförhållandena vid elkraftverket Central Tejo i Lissabon.
Hela driften av kraftverket samt stadens elektriska utveckling var möjlig endast tack vare det arbete som utfördes av personerna som höll alla maskiner i rörelse, dag och natt, och garanterade att kraftverket aldrig slutade producera el.
Eftersom förbrukningen av el i staden aldrig stannade upp kunde pannorna inte heller vila. Det var då nödvändigt att skapa ett fungerande 24-timmarschema i Central Tejo med tre skift från 0:00 till 08:00, från 8:00 till 16:00 och från 16:00 till 00:00. På grund av de successiva ökningarna av kraftproduktion och utbyggnaden av kraftverket, har det tidvis varit nödvändigt att anställa fler arbetare, särskilt under krigstider. På 1940-talet fanns det omkring 550 anställda på kraftverket, allt från den mer specialiserade personalen till de som hade mindre uppgifter som dock var svårare att genomföra.

## Arbetsfördelningen
Central Tejo är ett stort stor komplex, och mängden av arbetskraft som behövdes krävde en hierarkisk arbetsorganisation, som var uppdelad i rum, i vilka de hårdare jobben utfördes sida vid sida med de lättare jobben. Det behöver inte sägas att de som arbetade i pannrummet led mer än de som till exempel kontrollerade kraftverket från kontrollrummet.
Det fanns cirka 45 olika typer av arbeten på kraftverket, från fabriksjobben som “Alcochetanos” eller “chegadores” till verkstadsjobben och elektriker från transformatorstationen.

### Arbetsområden
Arbetsområden på kraftverket:
- Praça do Carvão (Koltorget): Här fanns arbetarna som lastade och distribuerade kol. Alcochetanos, som var ansvariga för lastning av kol från skeppen till Koltorget, var fast anställda och fick sitt namn eftersom de ofta var män och kvinnor från Alcochete, en by på andra sidan floden Tejo. De fick lasta av kol, transportera det och stapla det efter ursprungsland. På Koltorget distribuerade kraftverksarbetare, som kallades Homens da Praça (torgets män) kol och såg till att det kom till de som matade pannorna.

En normal arbetsdag fanns omkring 16 personer på varje skift, inklusive chefer och män som ansvarade för underhåll av maskiner och skötte kolhinkshissarna.
- Pannrummet: Var det rum som behövde flest arbetare på hela kraftverket: 90 personer arbetade där mellan klockan 08:00 och 17:00, och 30 personer arbetade där övrig tid. Varje enskilt jobb här var viktigt för att pannorna skulle fungera korrekt.

En chefsingenjör övervakade pannorna med två män direkt under sig. Kontroll över pannorna hade eldaren som från kontrollbordet kontrollerade produktion av ånga, och den andra eldaren gav indikationer från toppen av pannan. När det gällde förbränning av kol kontrollerade eldaren kvaliteten på förbränningen och eldaren på baksidan av pannan tryckte in oförbränt kol för att brännas och rensade det rörliga gallret.
- Askrum : I rummet under pannorna fanns arbetarna som var ansvariga för att rensa bort askan. Deras funktion var att ta bort askan från silorna och föra bort den från kraftverket.

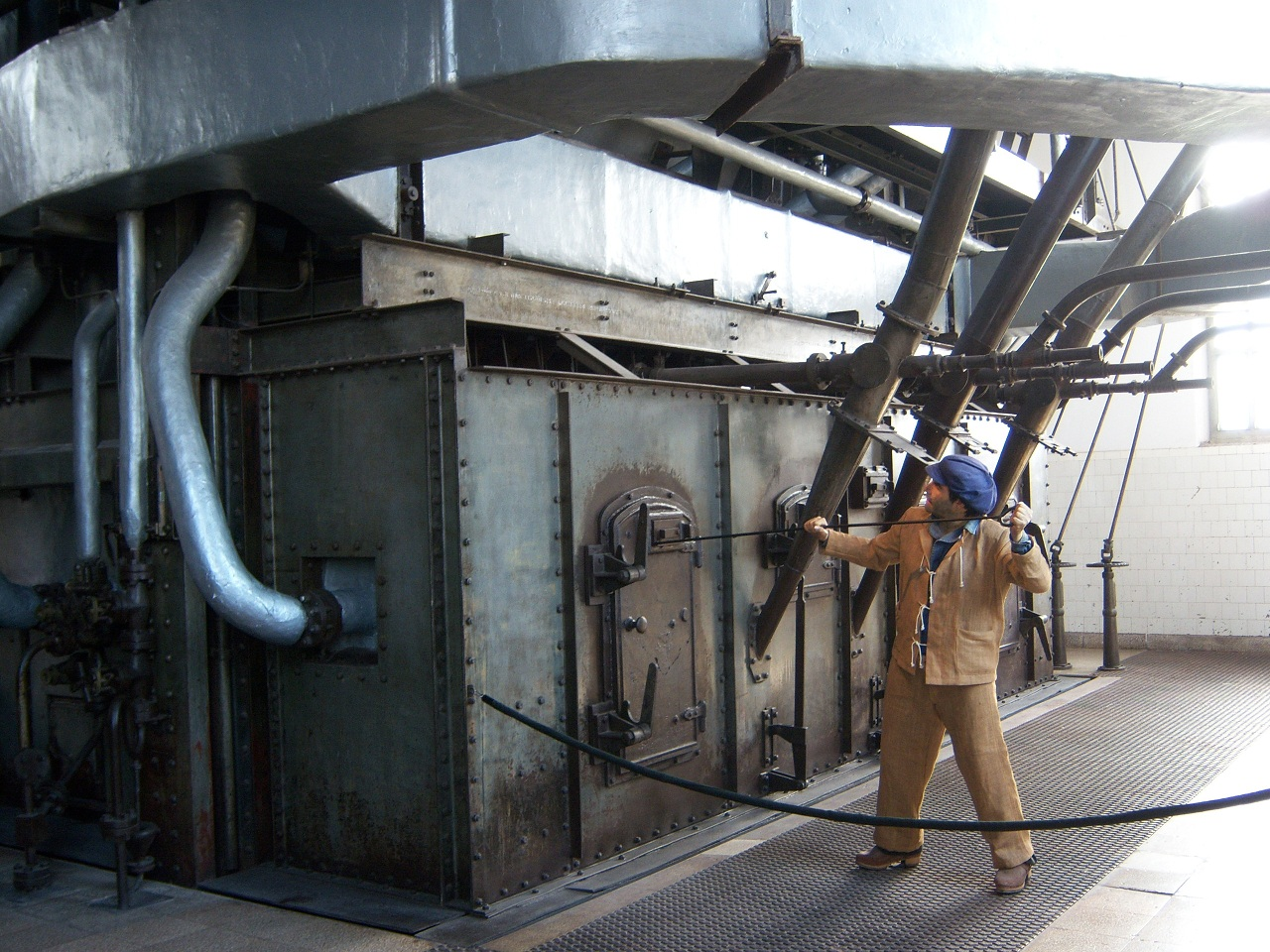
Eldaren som skyltdocka trycker in kolet baktill på en av högtryckspannorna.

- Maskin- och reservrummet : Det var här som man fann den mest kvalificerade personalen på hela anläggningen och - utan att för den skull se ner på de anställda som fick slita mest ont – det var en enorm skillnad mellan att tända en panna och att kontrollera grupper av turboväxelströmsgeneratorer, strömgeneratorer och allt hjälpmaskineri. Här jobbade cirka 15 personer under dagen, allt från tekniska ingenjörer, maskinförare, personal som ansvarade för vattenrening, städare och underhållspersonal.

- Transformatorstationen: Här arbetade elektriker som ansvarade för transformatorstationen och dess elektriska material som transformatorer, brytare, osv.

- Det är också värt att notera ytterligare några verksamheter till produktionen, som exempelvis laboratorier, verkstäder, ritningsrum och lagerlokaler. I elverkstaden sköttes underhållet av all elektrisk infrastruktur i anläggningen, i snickeriet och i smedjan gjordes gjutformar, möbler och de mest varierade typer av delar till arbetet i kraftverket. I denna arbetslokal började arbetsdagen klockan 08.00 och varade till klockan 17:00, och arbetsstyrkan bestod av cirka 50 personer.

- Det fanns även säkerhetsarbeten (fyra personer per skift) och arbetare som ansvarade för administrativa processer.

## Arbetsförhållandena
Arbetsförhållandena vid Central Tejo var (som på alla kraftverk på den tiden) inte lätta: arbetet var mycket tungt vilket resulterade i en dålig livskvalitet för arbetarna.
De värsta jobben var lastningen av kol, arbete vid pannan, insamling av aska, rengöring av kylkanaler och askrum.
Invid pannorna fanns pannoperatörerna som hade som ansvade för att övervaka och kontrollera nivåerna av kol i det rörliga gallret genom att öppna och röra på silorna, distribuera kol regelbundet och röra det rörliga gallret med högre eller lägre hastighet. På baksidan av pannan fanns en eldare som tryckte in kol som inte hade förbränts tillbaka till mitten av gallret. Det var ett tufft jobb, det värsta i hela anläggningen eftersom man fick utstå den intensiva hettan i rummet inför öppnandet av ugnen, med värmen som steg till extrema nivåer och arbetarna andades ständigt in de ämnen som kom från den brinnande kolen, som till exempel rök och slagg.
Men ännu värre var det arbete som gjordes en trappa ner under pannan, i askrummen. Insamling av askan var det mest plågsamma av alla arbeten som utfördes, i en atmosfär med de högsta temperaturerna på hela kraftverket, fylld av gas, slagg och aska som fortfarande var glödande och som samlades in, ofta för hand och transporterades till Koltorget i vagnar och lades på askhögen. Denna transport av aska till utsidan försämrade ytterligare arbetsvillkoren för de här människorna, på grund av de stora temperaturskillnaderna inuti och utanför kraftverket.
Dessa tre arbeten förtjänar särskild uppmärksamhet eftersom det var dessa arbetares slit och riskfyllda arbete som möjliggjorde produktionen av energi som de själva inte kunde njuta av. Det var tack vare dessa arbetare och alla andra som det var möjligt för fabriker i Lissabon och borgarklassen i stadens finaste stadsdelar kunde förses med elektricitet.

## Sociala aspekter
Companhias Reunidas de Gás e Electricidade (samlingsbolag för gas och el) (CRGE) genomförde en socialpolitik för sina anställda, eftersom företaget var ett av de största i Portugal och ansvarigt för tusentals arbetare i hela landet. Bland de viktigaste åtgärderna i Lissabon var:
- Uppförande av allmännyttiga bostäder (Camarão da Ajuda) för låginkomsttagare i slutet av 1940-talet.

- Inrättande av skolor för både barn till arbetare och för arbetarna själva, med klasser för de yngsta och teknisk utbildning och läskunnighet för vuxna.

- Inrättande av hälsovårdscentraler för familjer som arbetade här.